# Ben-Hur (film, 2016)
Pour les articles homonymes, voir Ben-Hur.
Pour plus de détails, voir Fiche technique et Distribution.
Ben-Hur est un péplum américain réalisé par Timour Bekmambetov, sorti en 2016. Il s'inspire du roman Ben-Hur : A Tale of the Christ (1880) de Lewis Wallace, qui a aussi inspiré le film Ben-Hur de William Wyler (1959) et deux autres films en 1907 et en 1925. Le film de Timour Bekmambetov est la cinquième adaptation du roman.

## Synopsis
Au début du Ier siècle, Judah Ben-Hur, un prince de Judée, vit des jours insouciants à Jérusalem en compagnie de Messala, un Romain orphelin adopté par la famille Hur. Amateurs de courses à chevaux, les deux jeunes hommes commencent à éprouver des sentiments pour le sexe opposé. Messala est attiré par Tirzah, sœur de Judah, mais la mère s'oppose aux fiançailles pour des raisons de noblesse. Sur un coup de tête, Messala quitte la maison familiale pour aller combattre dans les armées de Tibère. Après trois ans de guerre, il revient à Jérusalem en tant qu'officier romain. Entretemps, Judah a déclaré son amour à Esther, fille de l'intendant de la maison.
À Jérusalem, les Romains construisent un cirque pour les courses. Pour accélérer le travail, ils détruisent et volent des pierres tombales, ce que condamne sévèrement la population locale. Pour faire cesser ce pillage, des zélotes font la guerilla aux troupes romaines. Un soir, Judah surprend des hommes qui viennent se cacher dans l'écurie familiale. Il découvre ainsi que Tirzah appuie les zélotes. Quelques jours plus tard, Messala rencontre Ben-Hur, exigeant son aide pour que la population locale agisse pacifiquement lorsque le nouveau préfet de la ville, Ponce Pilate, circulera dans la ville.
Le jour de la parade romaine, un zélote caché dans la demeure de Ben-Hur tire une flèche sur le préfet, le manquant de peu et tuant un officier malchanceux placé juste derrière. Les soldats romains répliquent immédiatement en criblant la demeure de flèches et envahissent la résidence à la recherche de l'archer. Judah et Esther s'enfuient, alors que les autres habitants sont capturés et le père de Ben-Hur abattu. Craignant le pire pour sa mère et sa sœur, Ben-Hur se déclare coupable d'avoir tiré la flèche, demandant la clémence à Messala. Ce dernier lui fait comprendre qu'il n'a que lui à blâmer pour son refus d'aider les Romains à pacifier la ville. Ben-Hur sera envoyé aux galères, sa mère et sa sœur seront exécutées à titre d'exemple. Ben-Hur essaie de s'enfuir et prend un otage romain, mais échoue.
Sur le chemin qui le mène au port, un Romain le malmène tout en refusant de lui donner à boire. Cependant, un homme charismatique, Jésus de Nazareth, abreuve le prisonnier, tandis que le romain censé l'en empêcher reste immobile.
Cinq ans plus tard, Ben-Hur, galérien, survit en pensant aux moments de sa vie insouciante ainsi qu'à sa vengeance. À la suite d'une bataille navale qui voit la destruction de la flotte romaine, il s'échappe sur un radeau de fortune. Les courants et les vents l'amènent près de la berge d'une terre inconnue, où il est capturé par le cheik llderim, un bédouin amateur de courses de chevaux. Gagnant la confiance du cheik, Ben-Hur apprend les rudiments des courses de chars, accumulant confiance et expérience au fil des jours. Le cheik et ses hommes se dirigent ensuite vers Jérusalem dans le but de défier la puissance romaine.
Installé incognito aux abords de Jérusalem, Ben-Hur retrouve Esther et les deux renouent. Judah apprend la mort de sa mère et de sa sœur, ce qui ne fait que renforcer sa haine de Messala. Esther éprouve ensuite de la répulsion pour Judah, parce qu'il est pétri de vengeance et de haine, ce que le Christ réprouve. Quelque temps plus tard, un Romain (celui que Ben-Hur avait menacé avec son poignard) apprend à Ben-Hur que sa mère et sa sœur sont vivantes mais prisonnières dans un cachot souterrain. Les deux hommes se rendent à la prison où ils découvrent que les deux femmes sont lépreuses. Judah ne peut se résoudre à les laisser ainsi, mais ne sait quoi faire.
Au cirque, le cheik lance un défi à Ponce Pilate : 3 000 pièces d'or contre l'absolution de Ben-Hur. Le préfet accepte, confiant dans le fait que Messala remportera la course de chars. Quelques jours plus tard, Ben-Hur se présente au cirque, sachant que tous les coups, même mortels, seront permis. Au fil des tours, les conducteurs éliminent violemment leurs concurrents. Sur les deux derniers tours de piste, il ne reste que Judah et Messala. Après plusieurs coups et répliques, Messala est désarçonné et piétiné par ses chevaux, alors que Ben-Hur franchit la ligne d'arrivée sur une seule roue. Messala a perdu une jambe.
Plus tard, Ben-Hur, à la recherche d'Esther, se retrouve sur le chemin de croix, où il tente d'abreuver Jésus-Christ à son tour, mais ce dernier refuse, lui disant qu'il offrait sa vie volontairement, et invoquant l'aide de son père divin. Pendant que Ben-Hur s'agenouille devant Jésus-Christ sur la croix, au milieu de la foule, la pluie commence à tomber, arrosant le cachot souterrain où sont emprisonnées sa mère et sa sœur. La pluie qui lave le corps du Christ les atteint et les guérit de leur maladie. De son côté, Ben-Hur rejoint Messala et lui pardonne. Rachetées par le cheik, la sœur et la mère retrouvent Judah, qui a aussi retrouvé Esther. En compagnie du cheik et de Messala, pardonné, la famille Ben-Hur commence une vie nomade.

## Fiche technique
Sauf indication contraire, les informations mentionnées dans cette section peuvent être confirmées par la base de données cinématographiques IMDb,  présente dans la section « Liens externes ».
- Titre original : Ben-Hur
- Réalisation : Timour Bekmambetov[1]
- Scénario : Keith R. Clarke[1] et John Ridley, d'après Ben-Hur de Lew Wallace
- Direction artistique : Roberto Caruso, Félix Larivière-Charron, Massimo Pauletto, Gianpaolo Rifino et Alessandro Santucci
- Décors : Naomi Shohan
- Costumes : Varvara Avdyushko
- Photographie : Oliver Wood
- Montage : Dody Dorn
- Musique : Marco Beltrami
- Production : Mark Burnett, Sean Daniel, Duncan Henderson et Joni Levin
- Sociétés de production : Lightworkers Media et Sean Daniel Productions ; Metro-Goldwyn-Mayer et Paramount Pictures (coproductions)
- Société de distribution : Paramount Pictures (États-Unis), Mexique, Allemagne), United International Pictures (Singapour, Argentine)
- Budget : 100 millions de dollars[2],[3]
- Format : numérique D-Cinéma (également 3-D Version) couleur - 2,35:1 - Son Dolby - plus copies 35 mm
- Pays d’origine :  États-Unis
- Langue : anglais
- Genre : péplum
- Durée : 125 minutes
- Dates de sortie :
  - États-Unis : 12 août 2016
  - Belgique : 7 septembre 2016
  - France : 7 septembre 2016
- Classification : États-Unis : PG-13 (interdit aux moins de 13 ans)

## Distribution
- Jack Huston (VF : Julien Allouf ; VQ : Maël Davan-Soulas) : Judah Ben-Hur
- Toby Kebbell (VF : Thibaut Lacour ; VQ : Jean-François Beaupré) : Messala
- Sofia Black D'Elia (VF : Lisa Caruso ; VQ : Sarah-Jeanne Labrosse) : Tirzah
- Morgan Freeman (VF : Benoît Allemane ; VQ : Guy Nadon) : Cheik llderim
- Rodrigo Santoro (VF : Benjamin Penamaria ; VQ : Nicolas Charbonneaux-Collombet) : Jésus-Christ
- Nazanin Boniadi (VF : Ingrid Donnadieu ; VQ : Rachel Graton) : Esther
- Ayelet Zurer (VF : Juliette Degenne ; VQ : Violette Chauveau) : Naomi
- Haluk Bilginer (VQ : Jean-Marie Moncelet) : Simonides
- Moisés Arias (VQ : Aliocha Schneider) : Dismas
- Pilou Asbæk (VF : Julien Sibre ; VQ : Claude Gagnon) : Ponce Pilate
- Marwan Kenzari (VQ : Antoine Durand) : un Druze
- James Cosmo (VF : José Luccioni ; VQ : Jean-François Blanchard) : Quintus Arius
- Denise Tantucci : Avigail
- Yasen Atour (VQ : Adrien Bletton) : Jacob
- David Walmsley (VF : Axel Kiener ; VQ : Frédérik Zacharek) : Marcus Decimus
  - Voix additionnelles : Michel Vigné

 Source et légende : version française (VF) sur RS Doublage ; version québécoise (VQ) sur Doublage.qc.ca